# 華立科技 (浙江)

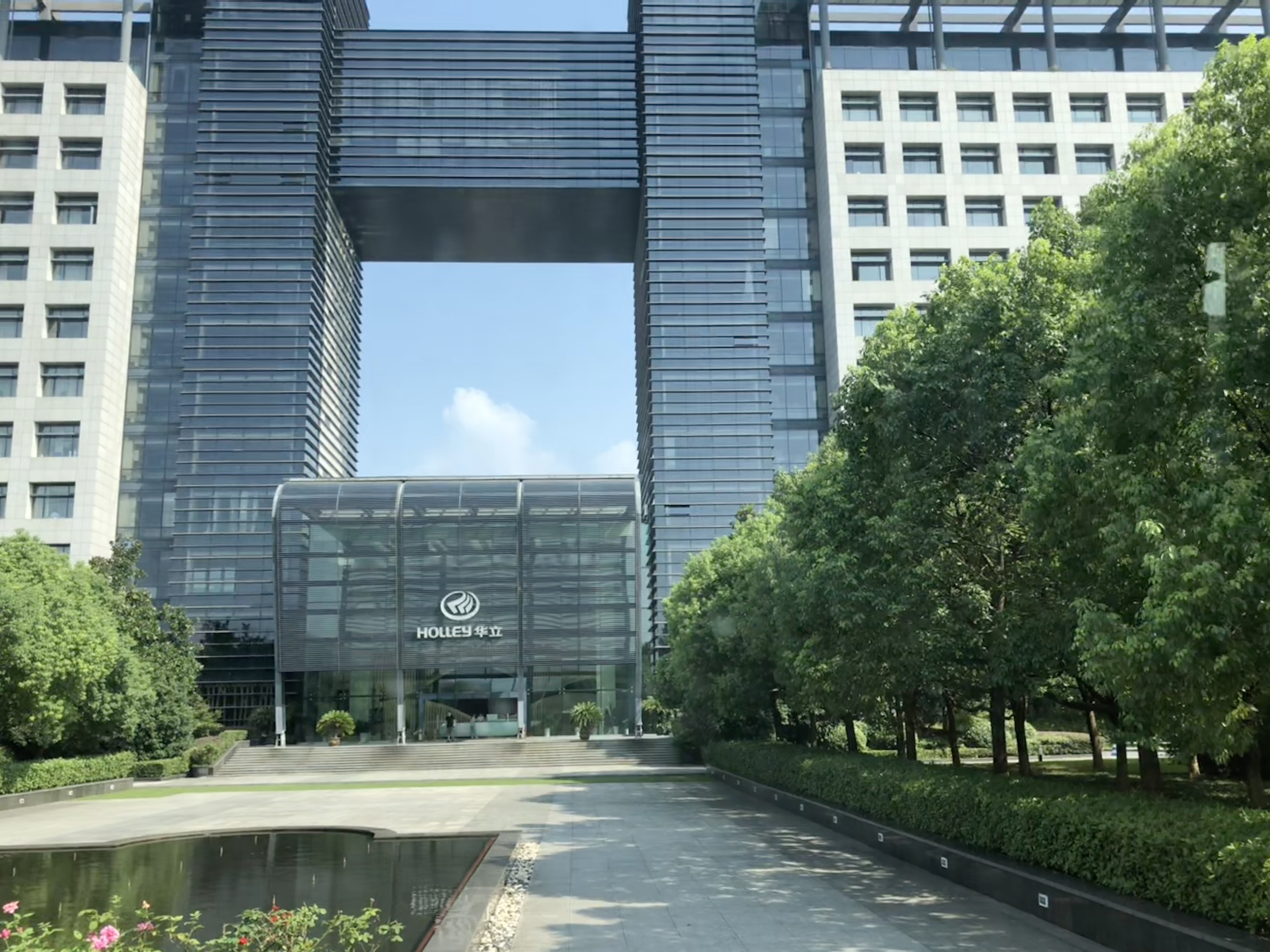
集团总部

浙江华立科技股份有限公司（上交所：600097），上简称华立科技集团。主营业务电力自动化、信息化系统、电力电子设备及电网终端设备。